# Сестре у акцији
Сестре у акцији (енгл. Sister Act) амерички је хумористички филм из 1992. године, у режији Емила Ардолина, по сценарију Пола Рудника (потписан као Џозеф Хауард). Вупи Голдберг глуми певачицу која је приморана да се придружи самостану након што је стављена у програм заштите сведока. Споредне улоге глуме: Меги Смит, Кети Наџими, Венди Макена, Мери Викес и Харви Кајтел.
Једна је од најуспешнијих комедија с почетка 1990-их, зарадивши 231 милион долара. Изнедрио је франшизу, која се састоји од наставка Сестре у акцији 2 из 1993. и мјузикла из 2006. године. Римејк је тренутно у развоју. Године 2018. потврђен је филм Сестре у акцији 3 који ће приказати Disney+.

## Радња
Делорис ван Картије, другоразредна певачица у казину у Риноу, случајно је видела сурово убиство које је извршио њен дечко, гангстер Винс. Под заштитом детектива који покушава да раскринка Винсову злочиначку организацију, Делорис постаје заштићени сведок и одлази у самостан у Сан Франциску. Маскирана као часна сестра и добивши име сестра Мери Кларенс, Делорис изазива пометњу у устаљеном самостанском животу, нарочито пошто је оживела њихов хор. Иако се стално замера опатици, нова музичка тачка постаје велики хит, привлачећи чак и Папину пажњу, али и говорећи Винсу где се Делорис налази.

## Улоге
| Глумац         | Улога              |
| -------------- | ------------------ |
| Вупи Голдберг  | Делорис ван Карије |
| Меги Смит      | опатица            |
| Венди Макена   | Мери Роберт        |
| Кети Наџими    | Мери Патрик        |
| Мери Викес     | Мери Лазарус       |
| Бил Нан        | Еди Саутер         |
| Харви Кајтел   | Винс Ларока        |
| Џозеф Мар      | монсињор О’Хара    |
| Роберт Миранда | Џои                |
| Ричард Портноу | Вили               |
| Роуз Паренти   | Алма               |
| Џим Бивер      | Кларксон           |
| Џенифер Луис   | Мишел              |
| Шарлот Кросли  | Тина               |
| А. Џ. Џонсон   | Леванда            |
| Луис де Банзи  | Имакулата          |
| Макс Гроденчик | Ерни               |
| Џозеф Мендалис | Хенри Паркер       |
| Мајкл Дарел    | Лари Мерик         |
| Тони Калем     | Кони Ларока        |
| Џин Грејтак    | Папа Јован Павле II  |
| Гај Бојд       | детектив Тејт      |